# Hennezel
Hennezel é uma comuna francesa na região administrativa do Grande Leste, no departamento de Vosges. Estende-se por uma área de 32.13 km². Em 2010 a comuna tinha 410 habitantes (densidade: 12,8 hab./km²).